# Tangxian (köpinghuvudort i Kina, Hubei Sheng, lat 31,98, long 113,11)
Tangxian är en köpinghuvudort i Kina. Den ligger i provinsen Hubei, i den centrala delen av landet, omkring 190 kilometer nordväst om provinshuvudstaden Wuhan. Antalet invånare är 78 538. Befolkningen består av 38 454 kvinnor och 40 084 män. Barn under 15 år utgör 12,0 %, vuxna 15-64 år 77 %, och äldre över 65 år 10,0 %.
Runt Tangxian är det ganska tätbefolkat, med 239 invånare per kvadratkilometer. Tangxian är det största samhället i trakten. Trakten runt Tangxian består till största delen av jordbruksmark.
Genomsnittlig årsnederbörd är 1 128 millimeter. Den regnigaste månaden är september, med i genomsnitt 179 mm nederbörd, och den torraste är december, med 10 mm nederbörd.